# یوی نینومیا
یوی نینومیا (انگلیسی: Yui Ninomiya؛ زادهٔ ۶ سپتامبر ۲۰۰۱) صداپیشه، و بازیگر خردسال اهل ژاپن است. وی از سال ۲۰۱۸ میلادی تاکنون مشغول فعالیت بوده‌است.